# Emmet (Nebraska)
Emmet és una població dels Estats Units a l'estat de Nebraska. Segons el cens del 2000 tenia 77 habitants.

## Demografia
Segons el cens del 2000, Emmet tenia 77 habitants, 26 habitatges, i 21 famílies. La densitat de població era de 114,3 habitants per km².
Dels 26 habitatges en un 38,5% hi vivien nens de menys de 18 anys, en un 73,1% hi vivien parelles casades, en un 3,8% dones solteres, i en un 19,2% no eren unitats familiars. En el 19,2% dels habitatges hi vivien persones soles el 15,4% de les quals corresponia a persones de 65 anys o més que vivien soles. El nombre mitjà de persones vivint en cada habitatge era de 2,96 i el nombre mitjà de persones que vivien en cada família era de 3,43.
Per edats la població es repartia de la següent manera: un 36,4% tenia menys de 18 anys, un 3,9% entre 18 i 24, un 24,7% entre 25 i 44, un 20,8% de 45 a 60 i un 14,3% 65 anys o més.
L'edat mediana era de 38 anys. Per cada 100 dones de 18 o més anys hi havia 104,2 homes.
La renda mediana per habitatge era de 36.250 $ i la renda mediana per família de 36.875 $. Els homes tenien una renda mediana de 31.875 $ mentre que les dones 24.583 $. La renda per capita de la població era d'11.074 $. Aproximadament el 23,8% de les famílies i el 27,4% de la població estaven per davall del llindar de pobresa.

## Poblacions més properes
El següent diagrama mostra les poblacions més properes.